# Charley Jordan
Charley Jordan (* 1. Januar 1890 in Mabelville, Arkansas; † 15. November 1954 in St. Louis, Missouri) war ein US-amerikanischer Blues-Sänger, Gitarrist und Songschreiber. Er wird dem St. Louis Blues zugerechnet.
Jordan nahm zahlreiche Stücke für Vocalion und Decca Records auf. Von den 1920ern bis in die 1940er arbeitete er mit so bekannten Bluesmusikern zusammen wie Peetie Wheatstraw, Roosevelt Sykes, Casey Bill Weldon, Memphis Minnie und Big Joe Williams. 1928 wurde er bei einer Schießerei am Rückgrat verletzt.
Charley Jordan starb 1954 an einer Lungenentzündung.

## Songs (Auswahl)
- „Big Four Blues“
- „Crazy With the Blues“
- „Dollar Bill Blues“
- „Honeysucker Blues“
- „Hunkie Tunkie Blues“
- „I Couldn’t Stay Here“
- „Just a Spoonful“
- „Keep It Clean“
- „Raidin’ Squad Blues“
- „Stack O’Dollars Blues“

## Diskografie (Auswahl)
- 1992 – Charlie Jordan Vol. 1, 1930 - 1931 – Document Records
- 1992 – Charlie Jordan Vol. 2, 1931 - 1934 – Document
- 1992 – Charlie Jordan Vol. 3, 1935 - 1937 – Document
- 2003 – The Essential Charley Jordan